# Шах-Али
Шах-Али хан, Шахгали (царь Шигалей, тат. Şahğali, Шаһгали, شاه علی‎; 1505, Сурожик (?) — 22 апреля 1566, Касимов) — касимовский правитель (1516—1519, 1537—1546, 1546—1551, 1552—1566), казанский хан (апрель 1519 — май 1521, июнь — июль 1546, август 1551 — март 1552). Сын Шейх-Аулияра и Шах-Султан, брат казанского хана Джан-Али. До первого получения в 1519 году казанского престола («воцарения») именовался царевичем (султаном), после — царём (ханом).

## Биография
Отец Шах-Али — султан Шейх-Аулияр из рода золотоордынского хана Тимур Кутлу — потомок чингизида Урус-хана, и племянник хана Большой Орды Ахмада.

В 1516 году после смерти отца получил касимовский престол. 

### Первое правление в Казани
В 1519 году был приглашён на казанский престол аристократией ханства во главе с Булатом Ширином, по настоянию Москвы. В апреле 1519 года при церемонии возведения на престол присутствовали русский посол Фёдор Карпов и воевода Василий Юрьевич Поджогин, который прибыл в Казань с военным отрядом. Посол Карпов активно вмешивался во внутренние дела ханства, что вызвало недовольство новым ханом и привело к его свержению весной 1521 года. Русский гарнизон был вырезан, а казанским ханом стал сын крымского правителя Сахиб I Герай. Новый казанско-крымский альянс вылился в совместный поход против Москвы.

### На российской военной службе
В 1523 году во время казанско-русской войны командовал русскими войсками, армия под его руководством большой активности не проявила, ограничившись разорением черемисских и чувашских земель.
Герберштейн, посетивший Москву в 1526 году, видел Шах-Али на великокняжеской охоте. Царь Шах-Али везде находился по правую руку великого князя Василия.

### Опала
В сентябре 1532 года получил Каширу и Серпухов, куда и отбыл. Однако, уличённый в связях с Казанью, в январе 1533 года был сослан в Белоозеро, где оставался в заточении до конца 1535 года. Но больше самого хана пострадали его люди: в июне 1535 года порядка 80 человек — татар Шах-Али — посадили в тюрьмы. Их морили голодом, а тех, кто не умер своей смертью, казнили. Их жён и детей крестили зимой 1536 года. В это время при малолетнем Иване Васильевиче регентшей была его мать Елена Глинская. В январе 1536 года был прощён и торжественно принят вместе с женой Фатимой (فاطما‎) в Москве великим князем Иваном Васильевичем и великой княгиней Еленой Глинской. Скорее всего после этого был отправлен княжить в Касимов.

### Дальнейшие войны с Казанским ханством
Участвовал в походах Русского царства против Казанского ханства (1537, 1540, 1541, 1548, 1552 годы). 
В 1546 году при содействии посла — великого князя Евстафия Андреева — занял ненадолго казанский престол, но был изгнан крымским мурзой Сафа-Гиреем.
В 1548 году начался новый поход русского войска на Казань. Шах-Али принял в нём активное участие. В 1550 году умер казанский хан Сафа-Гирей. Согласно русским летописям, по совету Шах-Али было выбрано место для строительства крепости Свияжск (1551).
В 1551 году Шах-Али вновь встал во главе Казанского ханства. Из плена были возвращено 60 тыс. русских людей. От Казанского ханства отторгалась Горная сторона, где располагался Свияжск. В марте 1552 года по требованию Ивана Грозного оставил казанский престол. По договорённости в Казани должен был править московский наместник боярин Семён Микулинский, но в городе произошёл мятеж. Новым и последним казанским ханом стал Ядыгар-Мухаммед. В том же году Шах-Али принял участие во взятии Казани, откуда после увел несколько тысяч татар, преймущественно городских жителей, купцов, религиозных деятелей и построил для них дома на территории Касимовского ханства.

### Участие в Ливонской войне
В конце 1557 года был поставлен во главе войска, шедшего против Ливонии. Страшно разорив Ливонию, Шах-Али 1 сентября 1558 года посетил Москву, где был принят царём Иваном Васильевичем. В 1562 году он принимал участие в походе на Полоцк, однако в самом взятии города не участвовал. В 1564—1565 годах охранял границу в районе Великих Лук.
Согласно некоторым источникам построил Ханскую мечеть в Касимове.

## Семья
Последней его женой в 1553 году стала Сююмбике.

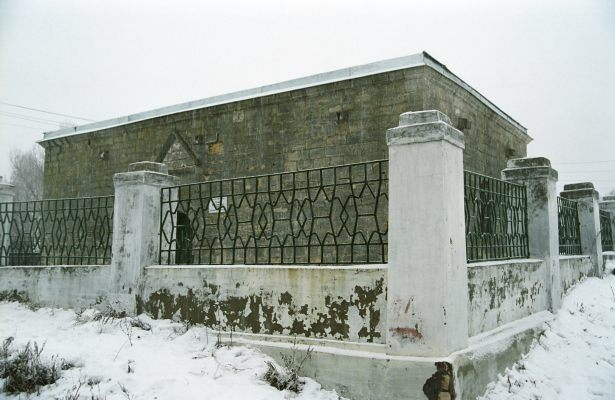
Мавзолей хана в Касимове

Шах-Али умер бездетным. Одно время при нём жила племянница, казанская царевна — дочь Джан-Али, которую он принял к себе в дом и воспитывал, как дочь. В 1550-1552 годах её сватал за своего сына ногайский мурза Исмаил, но свадьба эта не состоялась, так как русское правительство не разрешило выдать казанскую царевну за границу. В мае 1552 года царевна была выдана замуж за астраханского царевича Хайбуллу, выехавшего на службу в Россию и получившего в управление город Юрьев. 
Кроме дочери Джан-Али, Шах-Али воспитал ещё двух близких родственниц (но не дочерей) — Хан-Султан и Маги-Султан (Мах-и-Султан): «Первая из них умерла в девицах в 1558 году, 27 лет от роду, другая пережила Шах-Али и в эпоху его кончины была ещё не замужем». Вскоре после кончины Шах-Али русское правительство предлагало крымскому хану Даулету женить сына или внука на Маги-Султан и взять в приданое Касимов.
Погребён в Касимове в своём мавзолее с татарской надгробной надписью, который построил в 1556 году. Памятник на могиле Шах-Али поставлен его приёмной дочерью Маги-Султан.